# وسط دنیا
وسط دنیا (فرانسوی: Le Milieu du monde‎) یک فیلم عاشقانه سوئیسی به کارگردانی آلن تانر است که در سال ۱۹۷۴ منتشر شد. این فیلم نمایندهٔ سوئیس جهت رقابت برای جایزه اسکار بهترین فیلم بین‌المللی در چهل و هفتمین دوره جوایز اسکار بود که به فهرست نهایی راه نیافت.

## بازیگران
- الیمپیا کارلیزی
- ژولیت برتو
- فیلیپ لئوتار
- راجر جندلی